# Epigynopteryx abbreviata
Epigynopteryx abbreviata là một loài bướm đêm trong họ Geometridae.